# Alpi di Livigno

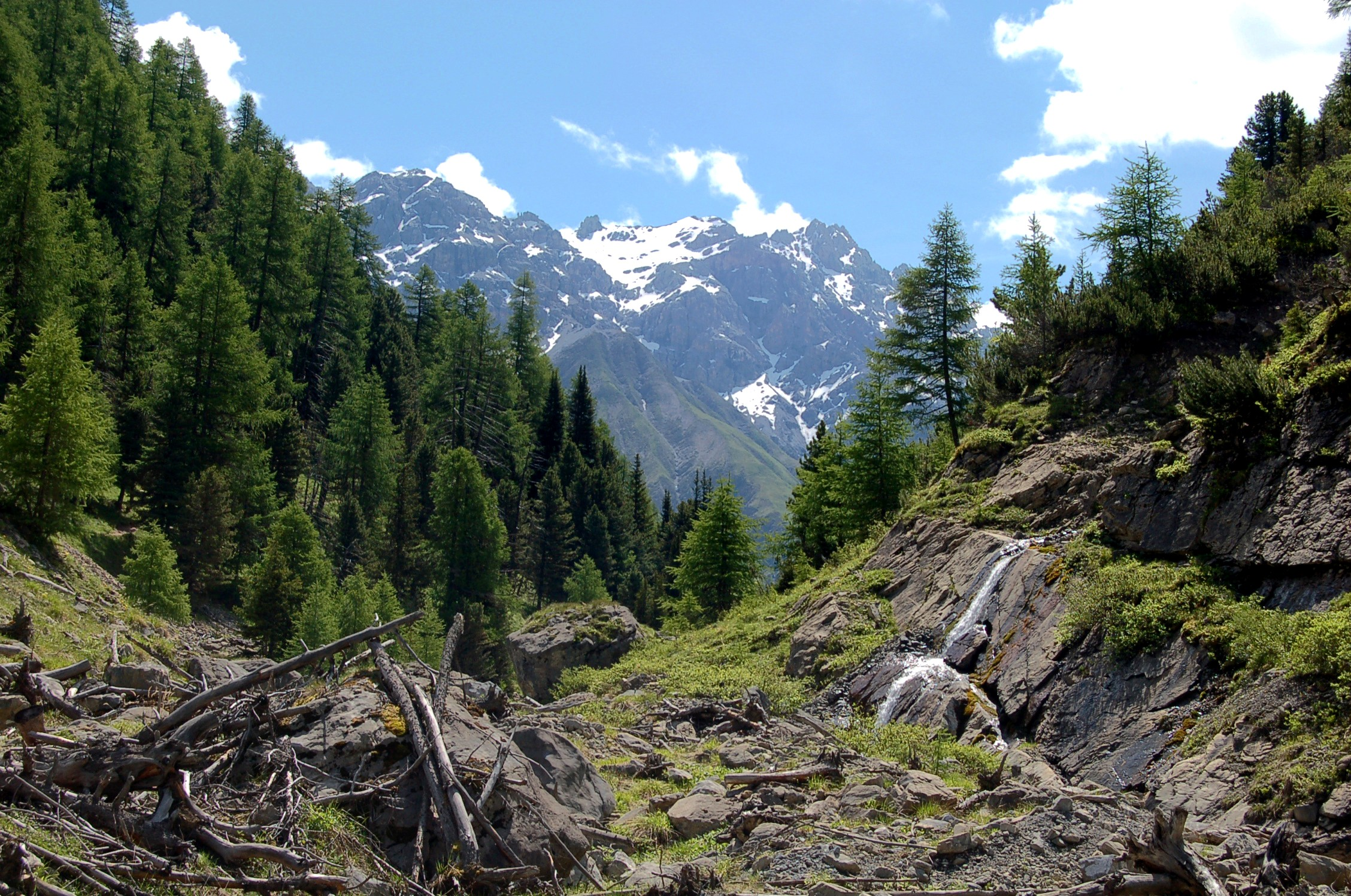
Dolina Val Trupchun w Szwajcarskim Parku Narodowym

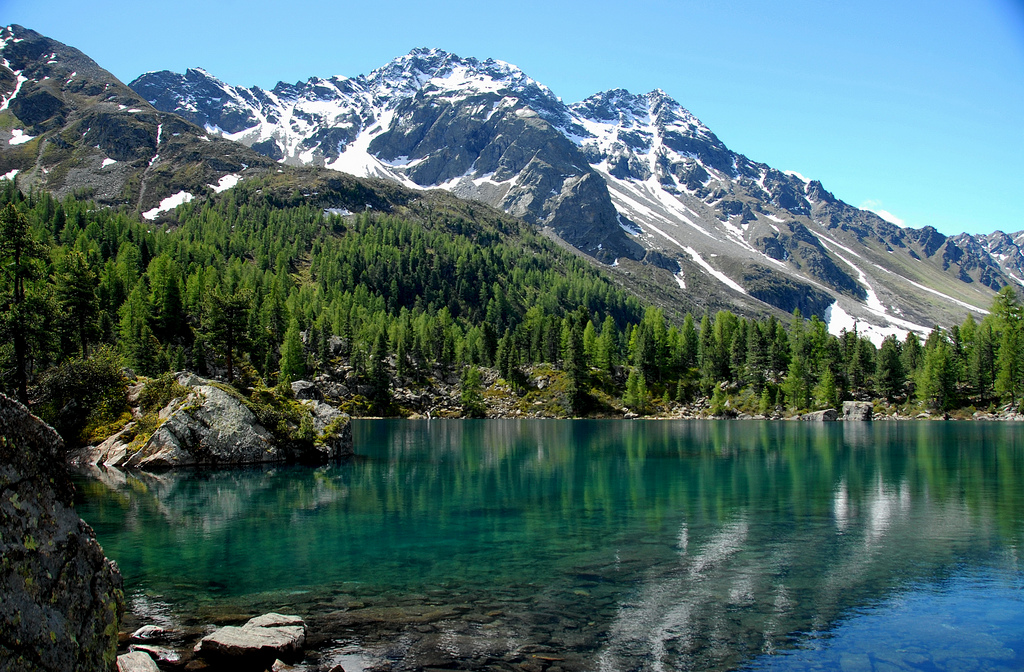
Jezioro Lago Saoseo

Livigno-Alpen, Alpi di Livigno – pasmo górskie na pograniczu Włoch (Lombardia) i Szwajcarii (kanton Gryzonia). Jest częścią Alp Retyckich w Alpach Wschodnich. Główną miejscowością jest Livigno. Pasmo zaliczane jest do Alp Centralnych.
Alpi di Livigno, według podziału AVE, graniczą z: Massiccio del Bernina na południowym zachodzie; z pasmem Albula-Alpen na północnym zachodzie; Sesvennagruppe na północnym wschodzie; Gruppo Ortles-Cevedale (Ortler-Alpen) na wschodzie oraz masywem Gruppo Sobretta-Gavia na południowym wschodzie.
Tutaj biorą swój początek rzeki: Inn (dopływ Dunaju), Adda i Rom (dopływy Padu).
Najwyższe szczyty:
- Cima Piazzi (3439 m[5]),
- Cima Viola (3374 m[5]),
- Piz Paradisin (3302 m[6]),
- Pizzo di Dosde (3280 m),
- Scima da Saoseo (3277 m),
- Piz Languard (3266 m),
- Piz Murtaröl (3177 m),
- Piz Albris (3165 m),
- Piz Quattervals (3157 m),
- Cime Redasco (3139 m),
- Piz Sena (3078 m),
- Piz Chaschauna (3072 m),
- Monte Foscagno (3051 m),
- Piz dal Teo (3050 m),
- Pizzo del Ferro (3050 m),
- Piz Minor (3049 m),
- Piz Umbrail (3034 m).